# PGC 27856
LEDA/PGC 27856 ist eine Balken-Spiralgalaxie vom Hubble-Typ SBdm im Sternbild Antila südlich der Ekliptik. Sie ist rund 108 Millionen Lichtjahre von der Milchstraße entfernt. Gemeinsam mit NGC 3038, NGC 3087, NGC 3120, IC 2532 und PGC 28074 bildet sie die NGC 3038-Galaxiengruppe.